# Tintern Abbey
Tintern Abbey (Welsh: Abaty Tyndyrn, Nederlands: Abdij van Tintern) is een kloosterruïne in Wales. De abdij werd op 9 mei 1131 gesticht door Walter de Clare, heer van Chepstow. Ze bevindt zich in het dorp Tintern in het graafschap Monmouthshire, aan de westelijke oever van de rivier Wye die de grens vormt tussen Monmouthshire in Wales en Gloucestershire in Engeland. Tintern Abbey was de tweede Cisterciënzer abdij in Groot-Brittannië en de eerste in Wales. In 1536 - met de ontbinding van alle kloosterordes door de Britse koning Hendrik VIII - werd de abdij verlaten. Dit was het begin van een lange periode van verval, waar pas in de achttiende eeuw, tijdens de Romantiek, een einde aan kwam. Tintern Abbey vormde de inspiratiebron voor tal van kunstenaars. Zo inspireerde zij het gedicht 'Lines Composed a few miles above Tintern Abbey' van William Wordsworth, 'Tears, Idle Tears' van Alfred Tennyson en 'Wales Visitation' van Allen Ginsberg. De schilder William Turner maakte enkele schilderijen van de abdij. Sinds 29 september 2000 heeft Tintern Abbey een beschermde status.

## Stichting
Ter navolging van de bisschop van Winchester, William Giffard, die in 1128 de eerste Cisterciënzerabdij van Engeland had gesticht in het graafschap Surrey, besloot Walter de Clare drie jaar later een abdij te stichten aan de rivier de Wye. De monniken voor deze abdij kwamen vanuit een abdij in Frankrijk, l'Aumône genaamd. Dit was een dochterklooster van de beroemde Abdij van Cîteaux, waar de orde der Cisterciënzers gesticht was.
De monniken in de jonge abdij volgden de kloosterregels van de heilige Benedictus met de bijbehorende eed van kuisheid, gehoorzaamheid en armoede. De abdij groeide hard; er ontstond al snel een dorp in de buurt om de abdij te ondersteunen. Dorpelingen werkten op de landerijen aan beide oevers van de Wye, die als gift aan de steeds uitbreidende abdij waren geschonken. Al in 1139 werd er in Gloucestershire een dochterabdij gesticht; in 1203 kwam er een tweede dochterabdij in Wexford, in het zuidoostelijk deel van Ierland.

## Geschiedenis
Het tegenwoordig te bezichtigen gebouw is een mengeling van afzonderlijke bouwwerken uit een tijdspanne van vierhonderd jaar: van 1136 tot 1536. De vroegste gebouwen van de abdij stammen uit 1136. Vanwege de latere veranderingen is hiervan niet veel meer over. Het merendeel van de bewaarde gebouwen stamt uit de tweede helft van de dertiende eeuw. Zo werd de grote kerk gebouwd tussen 1269 en 1301. In 1288 vond de eerste mis in de abdijkerk plaats.
Roger Bigod III, de toenmalige heer van Chepstow, droeg met zijn donaties bij aan de bouw van de abdij. Als dank werd zijn wapenschild in het oostelijke raam van de abdijkerk afgebeeld. De kruisvormige abdijkerk is van alle abdijgebouwen het best bewaard gebleven. Ze is opgemaakt uit Old Red Sandstone van verschillende tinten en heeft een lengte van 72 meter.

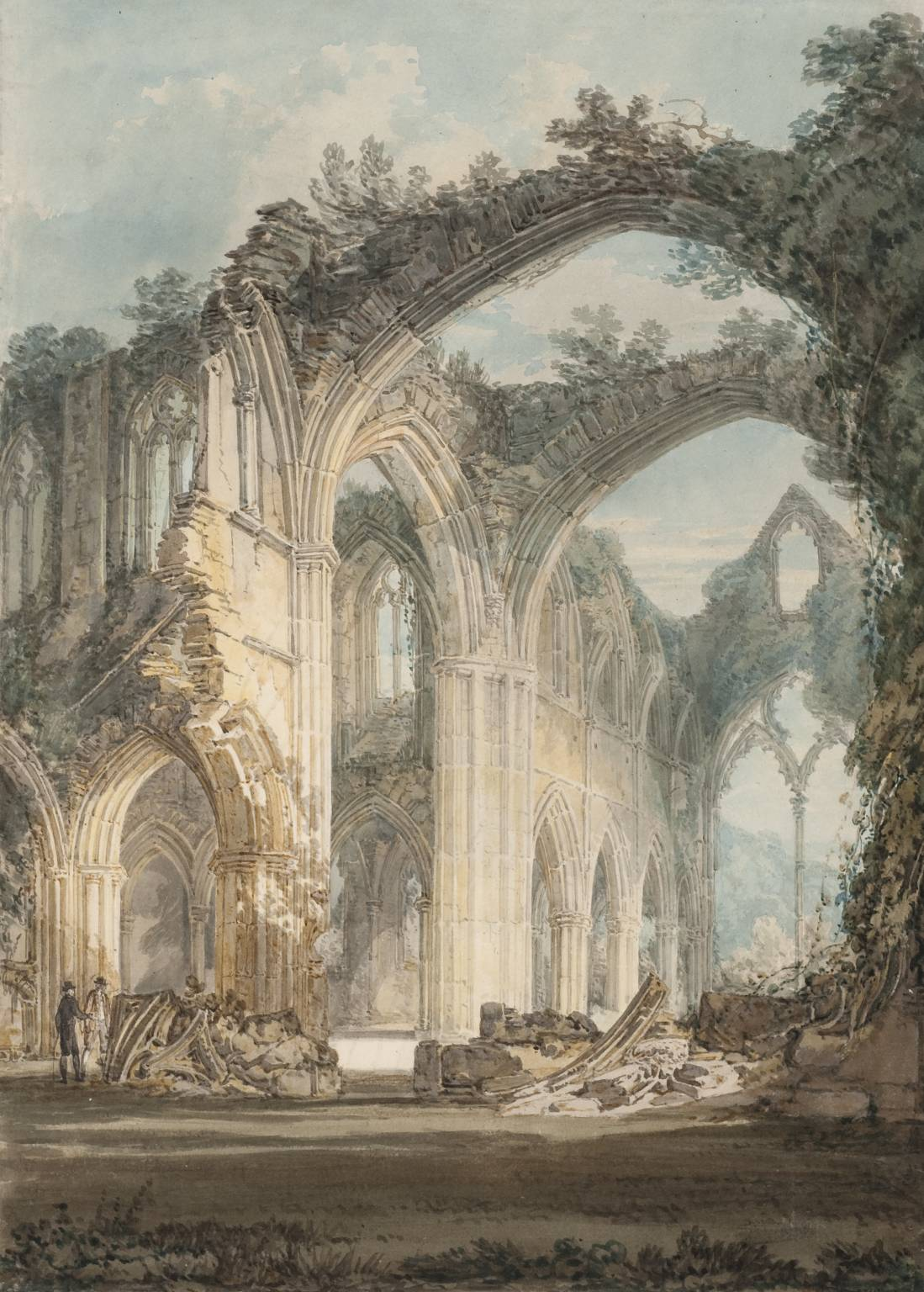
William Turner, The Chancel and Crossing of Tintern Abbey, Looking towards the East Window (1794).

In het jaar 1326 overnachtte koning Edward II enkele dagen in de abdij. In 1349 maakte de Zwarte Dood veel slachtoffers onder de monniken. De abdij raakte gedeeltelijk ontvolkt; dorpelingen moesten sommige werkzaamheden van de monniken uitvoeren. In de vroege vijftiende eeuw verkeerde de abdij een tijd in geldnood, toen de Welsh onder leiding van Owain Glyndŵr de landgoederen en eigendommen van de abdij plunderden. De abdij werd gespaard tijdens de oorlog tussen de Welsh en de Engelse koningen. De abdij probeerde het financiële leed te verzachten door pelgrims aan te trekken. In de abdij bevond zich een Mariabeeld waaraan wonderen werden toegeschreven.

## Ontbinding
De Engelse koning Hendrik VIII kondigde in 1536 wetgeving af om alle kloosters en abdijen in Engeland, Ierland en Wales te ontbinden. Met deze zogenaamde Ontbinding van de kloosters kwamen alle kloostereigendommen in het bezit van de Engelse kroon. Dit lot viel ook Tintern Abbey ten deel. Op 3 september 1536 overhandigde abt Wyche de sleutels van de abdij aan ministers van de koning. De abdij herbergde op dat moment - afgezien van de abt - twaalf monniken en vijfendertig knechten. De rijkdommen van het klooster werden geconfisqueerd en het bezit van de gebouwen werd overgedragen aan Henry Somerset, graaf van Worcester. Zo kwam er na vierhonderd jaar een eind aan het leven in de abdij. Met de afbraak van het loden dak begon het verval van de abdij.

## Herwaardering
Tintern Abbey raakte in vergetelheid in de zestiende en zeventiende eeuw. Soms werd het gebouw als slaapplaats gebruikt door arbeiders. In het midden van de achttiende eeuw echter - tijdens de Romantiek - werd het landelijke decor van de Wye gezien als uitstekende plek om rust te vinden. Het was in de mode om het woeste en ongekunstelde platteland te bezoeken. De abdij, overwoekerd door klimop, werd een populaire trekpleister voor 'romantische' toeristen. Na het verschijnen van het boek Observations on the River Wye van de geestelijke William Gilpin in 1782 namen de bezoekersaantallen alleen maar toe. Zo bezocht in dat jaar de schilder Thomas Gainsborough de abdij, om er enige tekeningen van te maken.
In 1798 schreef de Engelse dichter William Wordsworth het beroemde gedicht 'Lines written a few miles above Tintern Abbey'. Wordsworth had de abdij voor het eerst bezocht op drieëntwintigjarige leeftijd, in augustus 1793. Het gedicht werd geschreven naar aanleiding van zijn tweede bezoek, in juli 1798. De ouderdom van de ruïnes van de abdij is voor Wordsworth aanleiding om na te denken over de relatie tussen verleden, heden en toekomst. Een ets van de abdij figureert in de roman Mansfield Park van Jane Austen.
Tot 1822 waren de ruïnes het best bereikbaar via de Wye; daarna was er door de aanleg van een weg door de vallei een betere route ontstaan. In 1843 werd naar het voorbeeld van de abdij de kathedraal van Enniscorthy ontworpen.
In de negentiende eeuw kwam de abdij ook in de wetenschappelijke belangstelling te staan. Architecten en kunsthistorici bestudeerden de ruïnes. In 1901 kocht de Hertog van Beaufort de ruïnes van de Engelse kroon voor £15.000. De eerste herstelwerkzaamheden werden onder toezicht van de hertog uitgevoerd. In 1914 kwamen de ruïnes onder overheidstoezicht. De reparatie werd grootschaliger en de begroeiing werd van de stenen karkassen verwijderd.
De Amerikaanse dichter Allen Ginsberg bezocht de abdij op 28 juli 1967. Hij schreef er, onder invloed van LSD, het gedicht 'Wales Visitation'.
Tegenwoordig is de Welsh overheidsdienst Cadw verantwoordelijk voor de abdij. De abdij is voor het publiek toegankelijk.